# Lex Luger (Musikproduzent)

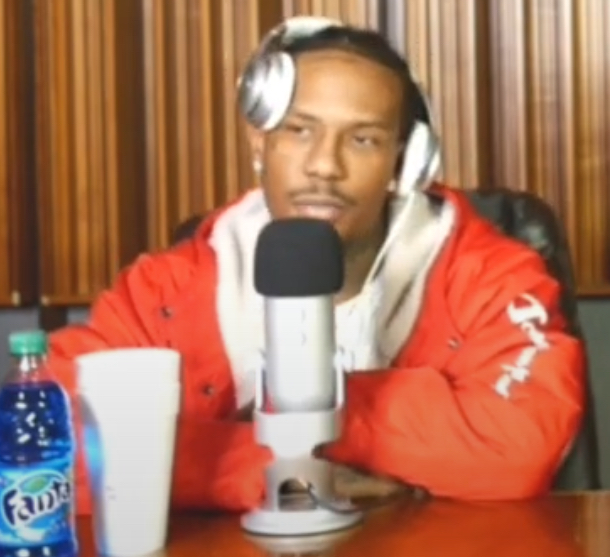
Lex Luger, 2021

Lex Luger, eigentlich Lexus Arnel Lewis, (* 6. März 1991 in Suffolk, Virginia, Vereinigte Staaten) ist ein US-amerikanischer Musikproduzent, der seit 2008 aktiv ist.

## Leben
Luger begann seine Karriere als Schlagzeuger. Er experimentierte mit einem Akai MPC 2000, das er von seinem Onkel gekauft hatte. Die Grundlage für seinen Künstlernamen kam von Wrestler Lex Luger. Noch während der High School gründete er mit seinen Freunden auch sein eigenes Hip-Hop-Produktionsteam.
Zunächst experimentierte er stundenlang im Keller seiner Eltern mit FL Studio. Luger wurde für sein musikalisches Können bekannt, Beats mit astronomischer Geschwindigkeit, Kreativität und Genauigkeit zu machen. Im Jahr 2009 antwortete der damals noch unbekannte Rapper Waka Flocka Flame auf seine E-Mail und die beiden begannen Musik zu machen.
Benannt ist er nach dem gleichnamigen Wrestler.